# Quentin Matsys el Jove

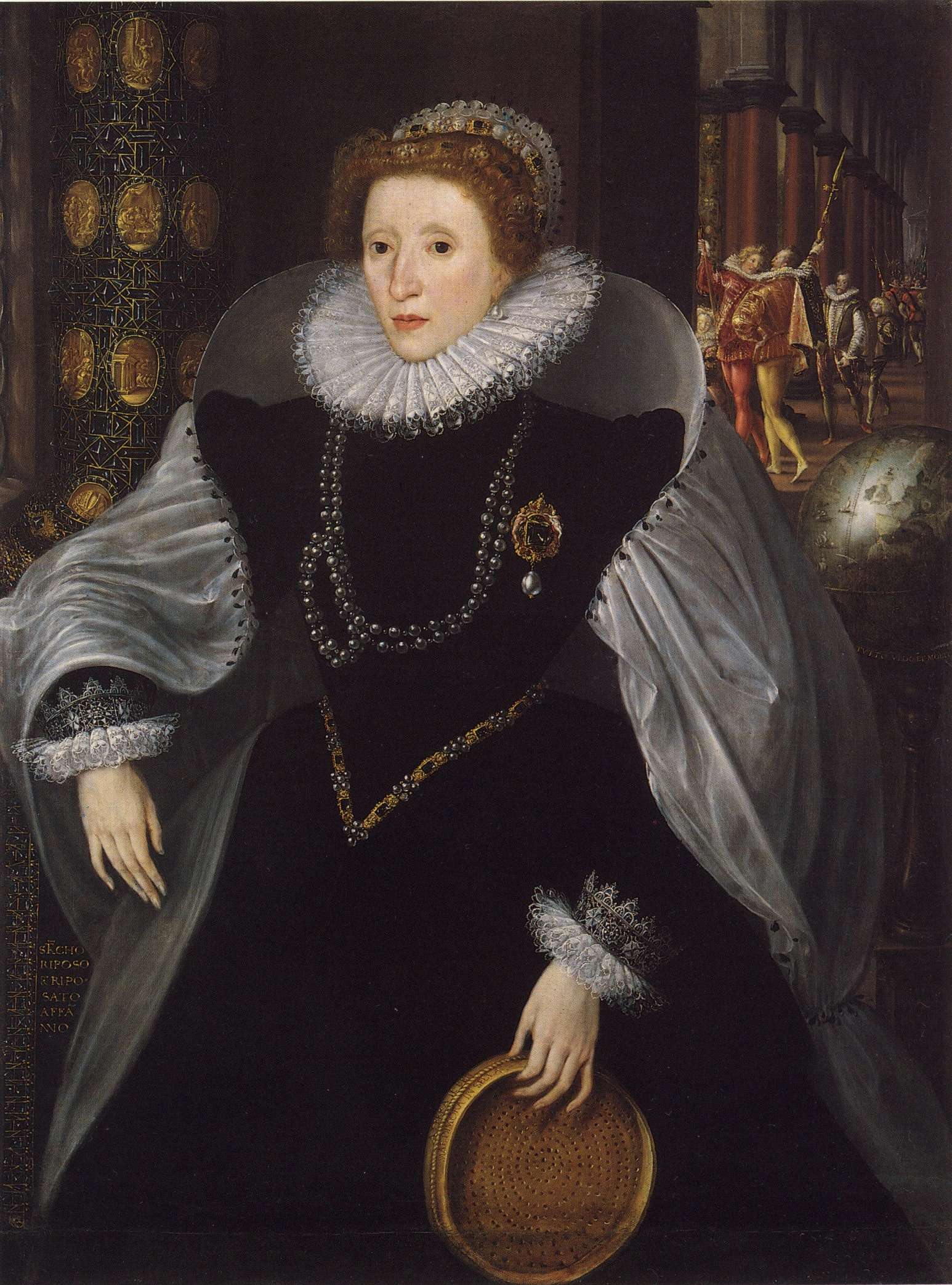
retrat d'Elizabeth I de Quentin Metsys el Jove

Quentin Metsys el Jove (rarament Quinten o Massys) (Anvers, 1543 - Frankfurt 1589) era un pintor del Renaixement flamenc. Fou un artista llogat per la Cort Tudor del regnat d'Isabel I d'Anglaterra. Era el fill del pintor flamenc Jan Massys (Matsys o Metsys) i el net de Quentin Matsys.
El 1581 va anar a viure a Londres, degut a la persecució religiosa. Ell va deixar Londres i va anar a Frankfurt el 1588, ciutat on va morir l'any següent.
És conegut sobretot pel Sieve Portrait of Elizabeth I, en el que és representada com una Verge vestal i que mostra la seva caritat portant aigua del riu Tiber al Temple de Vesta. Elizabeth està amb els símbols de l'Imperi: una columna i un globus terraqüi, iconofrafia que torna a aparèixer en els seus retrats de 1580 a 1590.